# Saitis insulanus
Saitis insulanus är en spindelart som beskrevs av William Joseph Rainbow 1920. Saitis insulanus ingår i släktet Saitis och familjen hoppspindlar. Inga underarter finns listade i Catalogue of Life.